# Адольф Ришка

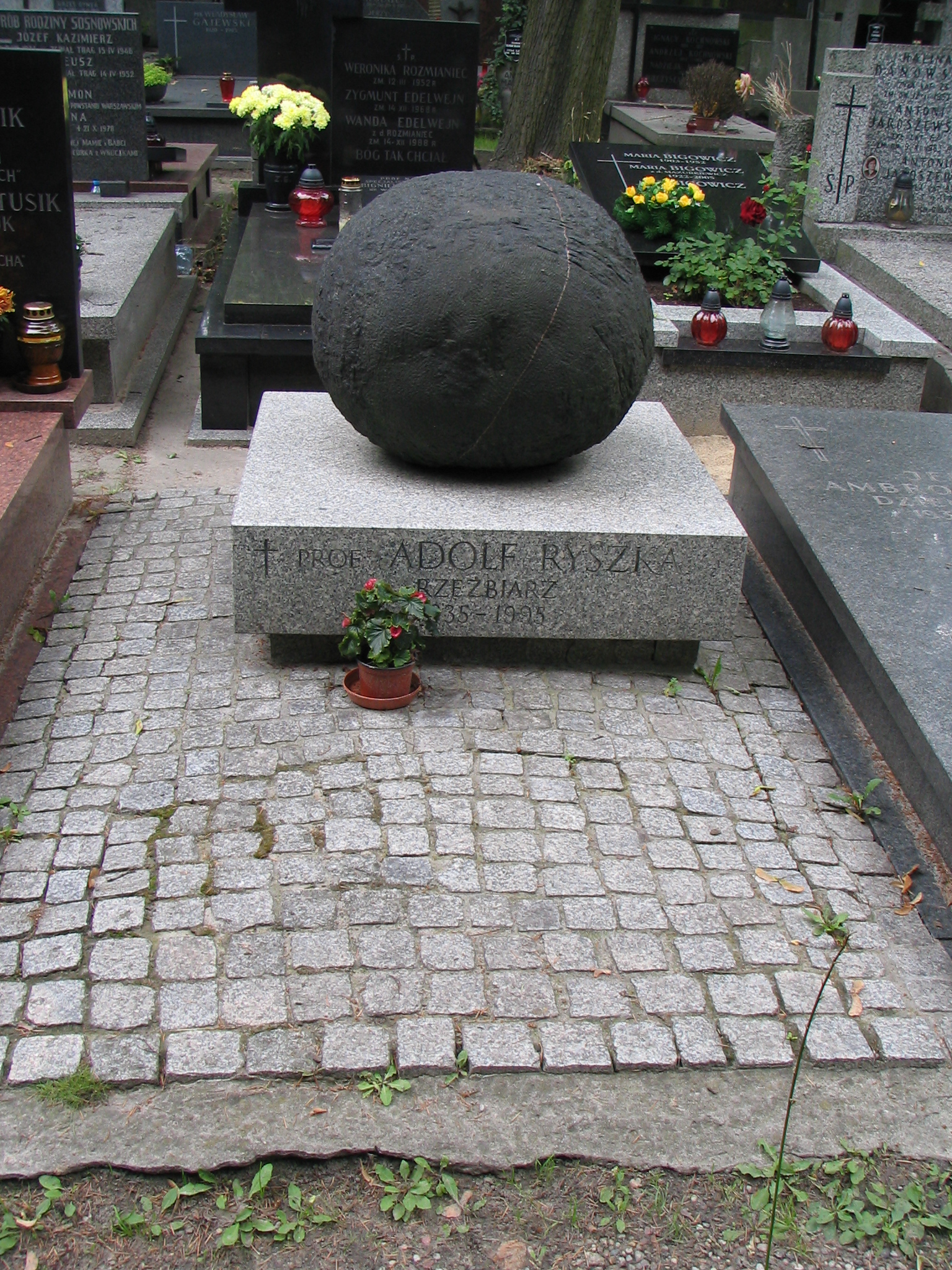
Могила Адольфа Ришки на цвинтарі Військові Повонзки у Варшаві, 23 липня 2008 р.

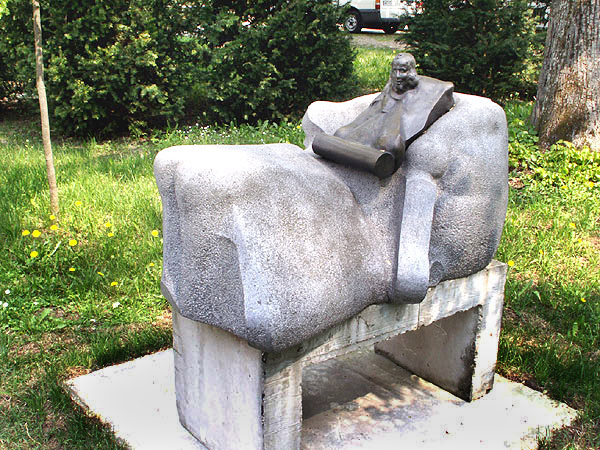
Скульптура саркофагу Адольфа Ришки в Центрі польської скульптури в Оронсько

Адольф Ришка (5 лютого 1935, Попелуві — нинішній район міста Рибник — 28 квітня 1995, Варшава) — польський скульптор.

## Біографія
Народився 5 лютого 1935 року у Попелуві (нинішній район міста Рибник).
У 1953—1957 роках навчався в середній школі образотворчого мистецтва в Закопаному, після успішного закінчення якої розпочав навчання на факультеті скульптури Академії образотворчого мистецтва у Варшаві в майстерні Єжи Ярнушкевича. Закінчив навчання у 1962 році. У 1965 році став членом Асоціації польських художників (ZPAP).
У 1972 році одружився з Ясною Стшалковською.
У 1980–82 рр. був президентом Художньої Ради Секції Скульптури Головної Управи ZPAP. З 1983 року очолював кафедру скульптури на факультеті образотворчого мистецтва Університету Миколая Коперника в Торуні. У березні 1995 року отримав вчене звання професора.
Помер 28 квітня 1995 року та похований на кладовищі Військові Повонзки у Варшаві (ділянка AII-12-11).

## Етапи творчості
- 1965—1986 — цикл «Невинний».
- 1966—1978 — серія портретів Пабло Казальса
- 1965—1985 — цикл «Крісла».
- 1970—1977 рр. — цикл «Ролінг».
- 1980—1995 — цикл «Саркофаги».
- 1981—1994 — цикл «Шоломи».
- 1973—1995 — керамічна скульптура
- 1970—1995 — медалі та значки

## Медалі
- 1970 — Пабло Казальсу
- 1970 — Подорож
- 1970 — Доля дітей
- 1971 — Зерно
- 1971 — Дітям
- 1971 — Музика
- 1973 — Поет
- 1973 — Коперник
- 1973 — Подих
- 1974 — Виходить
- 1976 — Збережи мій дім
- 1977 — Фуга
- 1978 — Азіатсько-Тихоокеанський музей
- 1978 — Портрет Зенона Жебровського
- 1984 — Таємнича фігура
- 1988 — Ікар
- 1989 — Проти війни
- 1990 — На захист дітей

## Великі персональні виставки
- 1966: Galeria Współczesna, Варшава
- 1967: Галерея у Великому театрі, Варшава
- 1968: Галерея BWA в Закопаному
- 1969: Салон BWA у Гдині
- 1970: галерея Kordegarda у Варшаві
- 1979: Галерея BWA в замку поморських князів у Щецині
- 1981: Галерея BWA в Замості
- 1982: Венеційська бієнале, польський павільйон (з Яном Кучем)
- 1988: Павільйон SARP у Варшаві
- 1994: Галерея Zachęta у Варшаві
- 1994: Центр польської скульптури в Оронсько

## Нагороди
- Фестиваль образотворчого мистецтва у Варшаві — бронзова медаль і премія 3-го ступеня Міністра культури і мистецтва (1966)
- 3-тій Фестиваль образотворчого мистецтва в Захенті — золота медаль за медальйони та відзнака за скульптури (1970)
- V Фестиваль образотворчого мистецтва в Захенті — срібна медаль за комплект медальйонних робіт (1974)
- 4-те Міжнародне бієнале малих форм у Мучарноку, Будапешт — нагорода (1978)
- Премія імені Брата Альберта за пам'ятник на честь монаха-францисканця Владислава Жебровського в Японії (1979)
- Відзнака Міністра культури і мистецтва ІІ ступеня за серію портретів Пабло Казальса (1981)
- Бієнале азійсько-європейського мистецтва, Анкара — Премія президента Ататюрка та золота медаль у розділі скульптури (1986)
- Нагороди ректора Університету Миколая Коперника за наукові та мистецькі досягнення (1988—1994)
- Премія ректора Університету Миколая Коперника І ступеня за життєві досягнення в мистецтві (1995)